# Henry Mason (Trompeter)
Henry Mason war ein US-amerikanischer Blues- und Jazztrompeter, Kornettist und Arrangeur.
Mason spielte zu Beginn seiner Karriere Ende der 1920er-Jahre in Atlanta als Begleitmusiker der Blues-Vokalisten Fannie May Goosby („Fortune Teller Blues“, Brunswick 7030), Cleo Gibson („I've Got Ford Movements In My Hips“, Okeh 8700) und Sloopy Henry („Jomo Man Blues“, mit Porter Grainger, Okeh 8845). In dieser Zeit spielte in der Territory Band von J. Neal Montgomery, für den er auch arrangierte (“Atlanta Low Down” und “Auburn Avenue Stomp”). Anfang der 1930er-Jahre war er Mitglied der Begleitband von Blanche Calloway, den Joy Boys (u. a. auf 78ern wie „I'm Gettin' Myself Ready For You “ und „I Got What It Takes“, 1931);  1936 arbeitete Mason in Paris bei Willie Lewis, mit dem er 1941 aufnahm. 1938 in Stockholm mit Leon Abbey. Letzte Aufnahmen entstanden 1941 in Zürich mit Eddie Brunners Original Teddies. Im Bereich des Jazz war er zwischen 1928 und 1941 an 13 Aufnahmesessions beteiligt.
Der Trompeter ist nicht mit dem gleichnamigen Jazzposaunisten aus Georgia zu verwechseln.

## Diskographische Hinweise
- Jammin' For The Jackpot: Big Bands And Territory Bands Of The 30s (New World Records, ed. 1977)